# Sint-Saturninuskerk (Mielen-boven-Aalst)

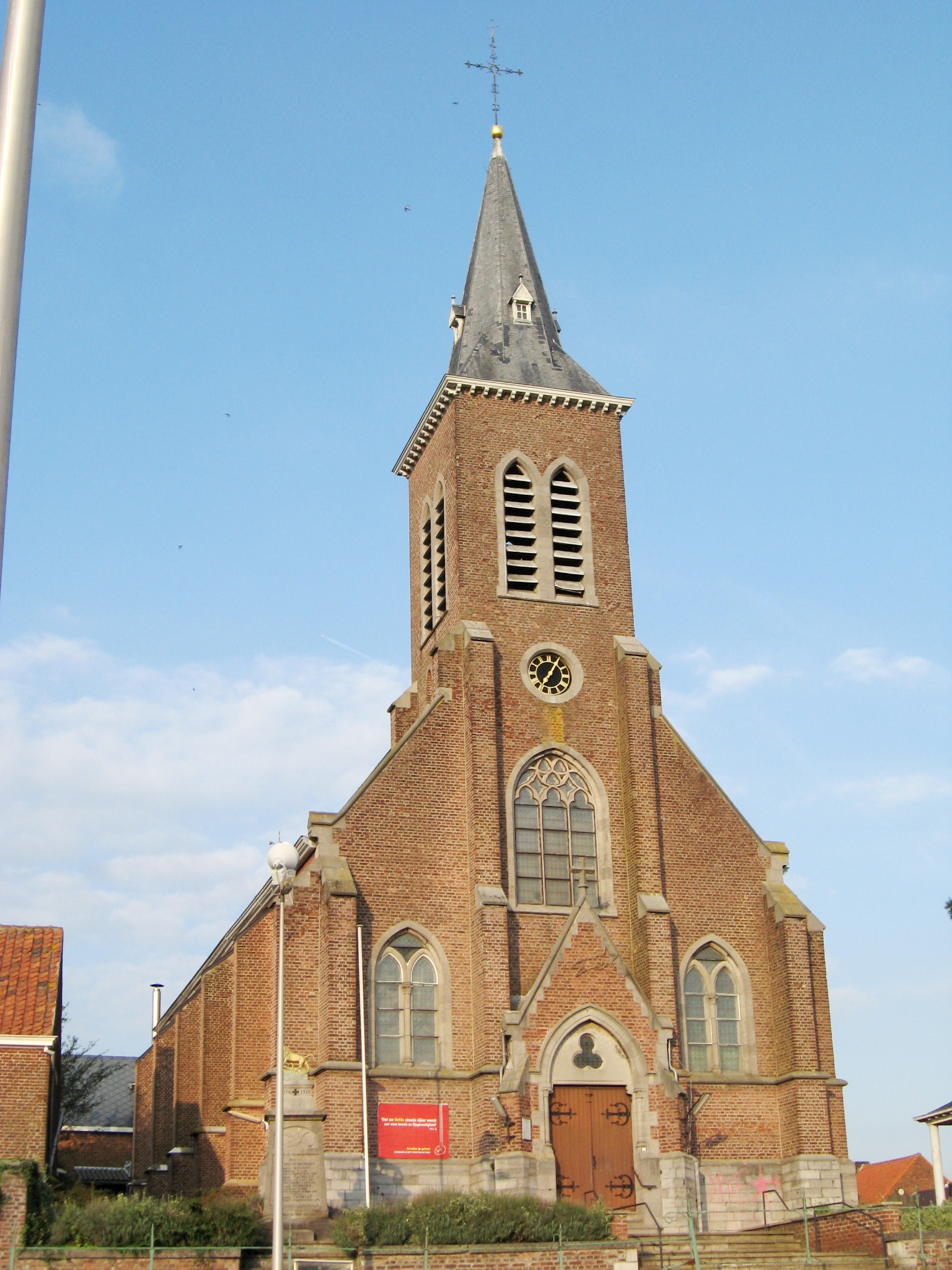
Sint-Saturninuskerk

De Sint-Saturninuskerk is de parochiekerk van Mielen-boven-Aalst, gelegen aan Kerkstraat 1.

## Geschiedenis
Reeds in 1107 was er sprake van een parochie in Mielen. Deze kwam in 1161 onder gezag van de Abdij van Sint-Truiden.
Het huidige koor is laatgotisch en werd omstreeks 1540-1545 gebouwd. Het huidige neogotische schip werd van 1845-1851 gebouwd naar ontwerp van Joseph Gérard. De sacristie is van 1861 en werd eveneens door Gérard ontworpen. De toren, een ontwerp van Bricteux, is van 1907.
Het gebouw bevindt zich op een heuvel en wordt omringd door een ommuurd kerkhof. Het is van baksteen met verwerking van mergelsteen. In de voorgevel is arduin verwerkt.
Het betreft een zaalkerk met ingebouwde westtoren. Deze bezit een uitgebouwd portaal.

## Interieur
Het interieur is neogotisch. De kerk bezit tevens een Madonna met Kind in gepolychromeerd eikenhout, uit de eerste helft van de 16e eeuw; een Sint-Saturninusbeeld, eveneens in gepolychromeerd eikenhout, uit het eind van de 16e eeuw; en een eikenhouten Kruisbeeld uit de 17e eeuw.
Er is een Romaans doopvont in kalksteen (13e eeuw) en een zandstenen wijwaterbekken (1647). Het doksaal, twee biechtstoelen en de preekstoel zijn in Lodewijk XV-stijl en uitgevoerd in eikenhout (1760).